# Courcouronnes
Courcouronnes  [kuʁkuʁɔn] je francouzská obec v departementu Essonne v regionu Île-de-France. Leží 27 kilometrů jihovýchodně od Paříže. Ve městě oficiálně sídlí společnost Arianespace, přední světový dopravce nákladu do vesmíru.

## Jméno obce
Jméno pochází z galského cour-cou-ronne.

## Geografie
Sousední obce: Ris-Orangis, Évry, Lisses a Bondoufle.

## Vývoj počtu obyvatel
Počet obyvatel

## Vzdělávání
Obec má 6 základních škol, lyceum a kolej.

## Doprava
Obec je dostupná autobusy a RER D.